# Sterling Drug
Sterling Drug fue una compañía farmacéutica global estadounidense, también conocida en sus últimos años como Sterling Winthrop, Inc. (después de fusionarse con Winthrop-Stearns Inc. que a su vez resultó de la fusión de Winthrop Chemical Company Inc. y Frederick Stearns & Company). Anteriormente se le conocía como Sterling Winthrop Pharmaceuticals, cuyas principales líneas de productos incluían diagnóstico por imagen, productos hormonales, productos cardiovasculares, analgésicos, antihistamínicos y relajantes musculares.
Los compuestos químicos producidos por esta empresa se conocían a menudo por su código de fabricación, que consistía en la abreviatura WIN (de Winthrop) seguida de un número. Por ejemplo, WIN 18,320 era el ácido nalidíxico, el primer antibiótico quinolónico.

## Historia
La Compañía fue establecida en 1901 como Neuralgyline Co. en Wheeling, Virginia Occidental, por Albert H. Diebold y el farmacéutico William Erhard Weiss, junto con otros socios cuyo objeto comercial era la fabricación y venta de un analgésico. Los socios pronto se vieron recompensados por lo que Weiss y Diebold llegaron a la conclusión de que la mejor manera de lograr una mayor expansión era comprando líneas de productos. Esta política empresarial corrió como un hilo conductor a lo largo de las próximas décadas, en las que se adquirieron directa o indirectamente alrededor de 130 empresas dando lugar a un conglomerado. Danderine Company fue la primera adquisición en 1906, seguida poco después por Sterling Remedy que alejó un medio para dejar de fumar.

### Década de 1910

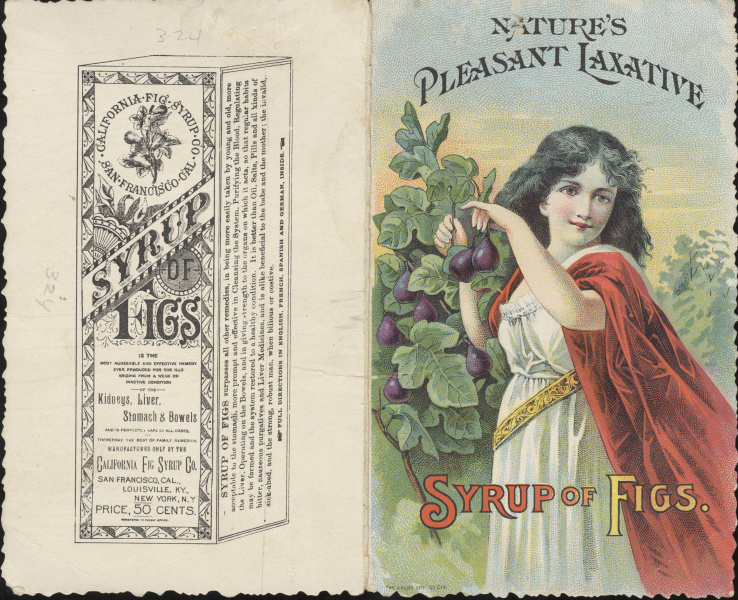
Afiche publicitario de jarabe de higos preparado como laxante de la "California Fig Syrup Co".

En 1912, adquirió la California Fig Syrup Company, que vendía un laxante que contenía azúcar. Thompson-Koch  se especializó en publicidad y siguió siendo la agencia de marketing interna de Sterling hasta la década de 1980. Los activos intangibles se agruparon en patentes sintéticas. A mitad de la década el nombre de la empresa cambió a Sterling Products la cual creó la compañía Winthrop para fabricar los ingredientes activos de medicinas que dejaron de importarse de Alemania. Al final de la Primera Guerra Mundial en 1918, Sterling compró los activos estadounidenses de la empresa alemana Bayer AG por $5.3 millones dólares. Esta compra fue realizada bajo la Ley de Custodio de Propiedad Extranjera. En 1919, Sterling vendió su división de tintes por $2.5 millones a Grasselli Chemical Company (con sede en Linden, Nueva Jersey), que empleaba a muchos ex empleados de Bayer.

### Década de 1920
Un acuerdo entre Sterling y Bayer consistía en vender aspirinas en los mercados latinoamericanos: la ganancia se repartiría al cincuenta por ciento, con Bayer suministrando el producto farmacéutico y vendiendo principalmente a través de los vendedores de Sterlings. En 1923, se negoció otro contrato trascendental: el 50% de las ganancias obtenidas por la subsidiaria de Sterling, Winthrop Chemical, se entregaría a la empresa alemana Bayer, que a su vez otorgó licencias para nuevos medicamentos, apoyando con conocimientos técnicos cómo producirlos. Posteriormente, esto se convirtió en una participación del 50% en la organización. La división estadounidense de Bayer, propiedad de Sterling, conservó los derechos de uso de la marca "Bayer" para vender aspirina en los Estados Unidos, el Reino Unido y la Commonwealth. En 1923, Sterling compró un veinticinco porciento de la participación de The Centaur Company, fabricante del laxante Fletcher's Castoria.

### 1940s
En 1940, se produjo una contaminación cruzada, por compartir equipos en la manufactura, dio como resultado que Winthrop Chemical produjera tabletas de sulfatiazol contaminadas con fenobarbital. Cada tableta de sulfatiazol estaba contaminada con aproximadamente 350 mg de fenobarbital. Una investigación de la Administración de Medicamentos y Alimentos de EE. UU. y los hallazgos dieron como resultado diversas acciones. El incidente influyó en la introducción de buenas prácticas de fabricación de medicamentos.

### 1960 a 1970
En 1967, Sterling Drug adquirió Lehn & Fink, los fabricantes de Lysol, Resolve y d-CON. En 1974, Sterling abrió una planta de fabricación en McPherson, Kansas, las diversas empresas que eventualmente adquirirían Sterling optaron por mantener abierta la fábrica.

### Década de 1980 a 1990
En 1988, Eastman Kodak adquirió Sterling por 5.1 mil millones de dólares. En 1993, Eastman Kodak/Sterling Winthrop se asociaron con la compañía farmacéutica francesa Elf Sanofi (hoy Sanofi Aventis). En junio de 1994, Eastman Kodak vendió el negocio de medicamentos recetados de su subsidiaria Sterling Winthrop a Sanofi por 1 675 millones de dólares y la devolución de la participación minoritaria de Kodak en Sterling Health Europe. Una semana después, Sanofi anunció que no estaba interesado en el negocio de las imágenes de diagnóstico, que vendió a la empresa noruega Hafslund Nycomed AS por 450 millones de dólares.
En agosto de 1994, Kodak vendió el resto de Sterling Winthrop, incluido su negocio de medicamentos de venta libre que había estado generando alrededor de mil millones de dólares en ingresos anuales, a la empresa británica SmithKline Beecham por 2 925 millones de dólares en efectivo. Bayer perdió la compra de Sterling Winthrop, pero en septiembre de 1994, compró la división de medicamentos de venta libre de Sterling Winthrop en los EE. UU., Canadá y Puerto Rico a SmithKline Beecham por mil millones. Bayer también volvió a adquirir los derechos de marca del nombre "Aspirina Bayer" que había perdido debido a la Primera Guerra Mundial.
Los derivados de la venta de Sterling incluyeron Starwin Products, creado en 1987 a partir de la sucursal original de Sterling en Ghana. La división Lehn & Fink fue adquirida por Reckitt & Colman (ahora Reckitt Benckiser) al momento del acuerdo.

## Productos
- Demerol APAP
- Mebaral[17]
- Novocain
- Luminal[18]
- NegGram[19]
- Cápsulas compuestas de Talwin
- Plaquenil[20]
- Demerol[21]
- Aralen
- Danocrine
- Bilopaque
- Winetrol
- Telepaque
- Talwin
- pHisoDerm
- Lotusate

## Lectura adicional
- Ambruster, H. W. (1947). Treason's Peace: German Dyes and American Dupes (en inglés). New York: Beechhurst Press.